# 興勝創建
興勝創建控股有限公司（港交所：0896），主要股東為香港興業集團，創辦於1989年，於2001年9月在開曼群島註冊成立，主要業務包括樓宇建築、裝飾及維修工程、建築材料供應及安裝、物業發展、物業投資、物業代理及物業管理、項目管理及健康產品貿易。

## 歷程
- 2002年1月10日，在香港交易所主板上市。
- 2012年2月7日，斥资6,900萬元購入元朗唐人新村路與孖峰嶺路交界一幅住宅地皮，佔地約67,314方呎
- 2012年9月27日，斥资3.18億元向ovolo集團收購中環荷李活道151號商廈IZI Central，物業佔地約2048方呎，現為一幢27層高商業大廈，總樓面約32,737方呎。
- 2015年7月28日，興勝創建以9.98億元向江達可購入長沙灣青山道476號百佳商業中心全幢，以該廈總樓面146,289 平方呎計，平均呎價6,880元，其後加以翻新並易名為Peak Castle。
- 2015年7月31日，興勝創建以7.1億元向綠景（中國）地產出售元朗流浮山深灣路一幅面積達88萬方呎地皮，平均樓面呎價約2760元，該項目位於流浮山丈量約份129號等多個地段，09年已獲屋宇署批出建築圖則，獲准興建122幢3層洋房及1幢2層會所等，住宅樓面面積約25.7萬平方呎，而非住宅樓面面積約619平方呎，須向地政總署申請補地價
- 2016年11月，興勝創建以3.41億港元收購深水埗通州街256號西九龍奧華酒店。[2]
- 2018年2月21日，興勝創建以8億元出售Peak Castle50%業權給Hilux II Cayman
- 2019年3月12日，興勝創建以4.89億港元收購觀塘大業街1號（禧年大廈），總建築面積為62,889平方呎
- 2019年10月12日興勝創建以7.408億港元收購位於上環蘇杭街29號，為一幢28層服務式住宅大樓，共有55間客房，總建築面積為37933平方英尺的香港馨樂庭尚圜公寓酒店[3]。

## 持有物业
- 佐敦The Austine Place
- 大角咀The Bedford
- 九龍塘EI8HT College
- 粉嶺坪輋丈量約份76號的多個地段
- 屯門掃管笏合作發展之住宅發展項目
- 沙田工業中心
- 屯門海濱貨倉50%
- 火炭半山Mount Vienna
- 中環荷李活道CentreHollywood
- 九龍城衙前圍道57A號
- 荔枝角道99-101號應如大廈
- 長沙灣百佳商業大廈
- 觀塘大業街1號（禧年大廈）佔地5780方呎，總樓面62889方呎，2021年7月以6.28億元出售給均輝集團老闆李俊駒
- 香港馨樂庭尚圜公寓酒店
- 柴灣利眾街14至16號的德昌廣場
- 柴灣利眾街18號美利倉大廈

## 承建項目

### 私人住宅
- 海峰園
- 愉景新城1期及3期
- 富臨軒
- 藍天海岸水藍天
- 港濤軒
- 8 College
- One LaSalle
- Dunbar Place
- 太古坊柏舍
- Peninsula East
- 愉景灣海澄湖畔1-2期、尚堤、津堤
- 賢文禮士
- The Grampian
- One Homantin
- Mount Vienna

### 公營房屋
- 水邊圍邨疊水樓
- 石蔭邨5期
- 石排灣邨2期（接手續建）
- 美田邨3期
- 秀茂坪南邨（秀茂坪邨14期）
- 彩德邨1期
- 怡明邨
- 碩門邨2期
- 寶石湖邨
- 驥華苑
- 顯發邨
- 高曦苑

### 商業樓宇
- 香港旺角智選假日酒店

### 政府、社區設施及學校
- 葵馥苑[[[Wikipedia:格式手册/链接#章節|錨點失效]]]（葵涌邨第七期，原為居屋，現政府宿舍）
- 寶血會思源學校
- 秀明道公園（秀茂坪邨12期）
- 聖言中學新校舍
- 浸信宣道會呂明才小學新校舍
- 文理書院（九龍）新校舍
- 大埔東昌街康體大樓

## 外部連結
- Hanison.com （页面存档备份，存于）